# Braunsapis lyrata
Braunsapis lyrata är en biart som först beskrevs av Cockerell 1935.  Braunsapis lyrata ingår i släktet Braunsapis och familjen långtungebin. Inga underarter finns listade.